# San Sebastiano curato dagli angeli
San Sebastiano curato dagli angeli (o Martirio di san Sebastiano) è un dipinto a olio su tela realizzato da Peter Paul Rubens tra il 1601 e il 1602 e conservato alla Galleria Corsini di Roma.

## Storia
Dipinta da Rubens nel suo primo periodo romano, l'opera fu acquistata dal cardinale Neri Maria Corsini a Bruxelles nel 1750.
Gian Lorenzo Bernini si sarebbe ispirato alla tela rubensiana per il suo San Sebastiano, in particolare per la postura "del santo adagiato sul tronco d'albero, del corpo in torsione", riprendendo anche "il colorismo correggesco nella sfumata tornitura del busto".

## Descrizione
Il critico Marcel Reymond descrisse così la tela nel suo saggio Opere di Rubens in Roma:
(Marcel Reymond, Opere di Rubens in Roma, p. 7)

## Attribuzione

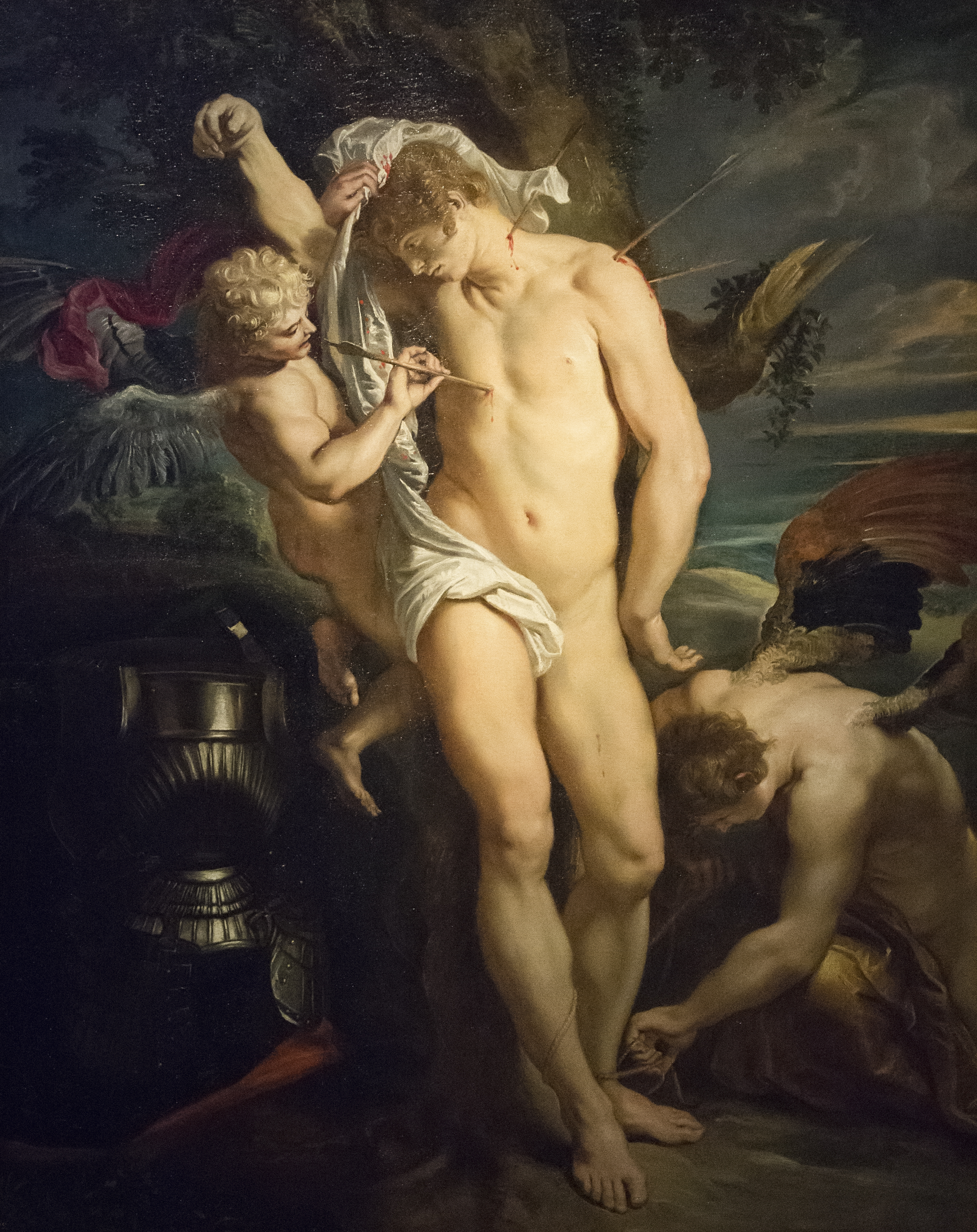
Il San Sebastiano alla Rubenshuis di Anversa attribuito a "Rubens e bottega"

Per quanto l'attribuzione a Rubens sia data per certa, la paternità dell'opera era stata messa in dubbio nel XIX secolo. Max Roose, esperto di arte fiamminga, la attribuì a Antoon van Dyck e Reymond si dichiarò della medesima opinione.

## Altre versioni
Una seconda versione dell'opera, attribuita a "Rubens e bottega", è conservata in una collezione privata che l'ha concessa in comodato alla Rubenshuis di Anversa. La tela presenta numerose differenze con la versione conservata a Roma e, particolarmente evidente, è l'assenza dei due angioletti che si affaccendano intorno alla spalla destra del martire.
Una terza versione della tela è riemersa solo nel 2023. Gli Spinola commissionarono e acquistarono direttamente da Rubens una copia dell'opera, realizzata dal pittore tra il 1606/1608 o 1608/1609; il dipinto rimase in mano alla famiglia genovese fino al 1731, quando il San Sebastiano scompare dai registri solo per ricomparire nel 1963 in una collezione del Missouri. Nel 2008 l'opera fu attribuita a Laurent de La Hyre e solo in un secondo momento la paternità rubensiana fu riconosciuta. Il "Sebastiano Spinola" è stato battuto all'asta da Sotheby's nel dicembre 2023.